# Lotanga milvinalis
Lotanga là một chi bướm đêm thuộc họ Crambidae. Chi này chỉ gồm loài Lotanga milvinalis, thường tìm thấy ở Sri Lanka.